# Asociación de Televisiones Educativas y Culturales Iberoamericanas
La Asociación de Televisiones Educativas y Culturales Iberoamericanas (ATEI) es una asociación civil sin ánimo de lucro, legalmente constituida según el derecho español en 1992, cuya misión es contribuir al desarrollo de la educación, la ciencia y la cultura iberoamericana, mediante la utilización de la televisión y demás tecnologías de la información y comunicación. Una red de comunicación educativa, cultural y científica para la coproducción, difusión e intercambio de contenidos audiovisuales y multimedia, nacida en la II Cumbre Iberoamericana de Jefes de Estado y de Gobierno de 1992.
La Secretaría General de ATEI, que actualmente tiene su sede en Valencia (España), administra las relaciones y convenios institucionales entre sus organismos asociados y colaboradores, ejecutando y desarrollando las actividades e iniciativas de la asociación.

## Historia
La iniciativa fue de Comunicación para la Cooperación, presentada ante la UNESCO en 1991 en Santiago de Chile y en París; perseguía el desarrollo y puesta en marcha de un sistema de servicio público de televisión con propósitos educativos para Iberoamérica. Esta iniciativa fue adoptada y suscrita por los gobiernos de Argentina, Bolivia, Chile, República Dominicana, Colombia, Costa Rica, Cuba, Ecuador, Filipinas, España, Guatemala, Guinea Ecuatorial, Honduras, México, Panamá, Paraguay, Perú, Uruguay y Venezuela.
El 12 de junio de 1992, se constituye en Badajoz, España, la Asociación de Televisión Educativa Iberoamericana como una organización asociativa española de usuarios y sin ánimo de lucro; con un registro de 157 instituciones asociadas de 21 países, la mayoría de estos organismos eran de los Ministerios de Educación y Cultura de los respectivos países, así como las principales universidades públicas y privadas, diversos canales de televisión educativa y cultural, organizaciones sociales y fundaciones culturales.
Ese mismo año, los jefes de Estado y de Gobierno, reunidos en la II Cumbre Iberoamericana en Madrid, acordaron la creación del programa de Televisión Educativa Iberoamericana (TEIb), como respuesta a la necesidad de nuevos instrumentos operativos que hicieran realidad una cultura de cooperación que agrupara a la comunidad iberoamericana en torno a un proyecto común.
En abril de 1993, se realizan las primeras emisiones televisivas de prueba vía satélite de la ATEI. Ya en julio se inician las transmisiones vía satélite para América, con una hora de emisión diaria (cinco horas semanales), de lunes a viernes, de la Televisión Educativa Iberoamericana dentro de la programación del canal internacional de Televisión Española.
No será hasta 1995 cuando comenzó la emisión vía satélite de la ATEI en España y Portugal, a través del Canal Clásico de Televisión Española con cinco horas semanales de programación.
Se pone en marcha la aplicación informática propia en octubre de 1998 para la catalogación y gestión de los fondos audiovisuales de la ATEI, con la cual se constituye la videoteca educativa más importante de Iberoamérica.
La sede central de ATEI en Madrid se dota de su propio equipamiento, instalación y utilización permanente de videoconferencia en el estudio de estudio en junio de 2000. Cinco años después se inicia la emisión mundial a través del canal internacional de Televisión Española.
En enero de 2006 da comienzo a la transmisión de radio y televisión del canal ATEI 24 horas.
Los ministros de Educación reunidos en la XVI Conferencia Iberoamericana de Educación de Montevideo, en el año 2006, acordaron apoyar la refundación y renovación del Programa de Televisión Educativa y Cultural Iberoamericana teniendo en cuenta los nuevos escenarios tecnológicos y la convergencia de contenidos. Así, desde enero de 2007 hasta diciembre de 2018, el Programa TEIb llevó a cabo el proceso de convergencia tecnológica y de contenidos educativos, culturales y científicos hacia un nuevo modelo de televisión educativa y cultural iberoamericana.
En noviembre de 2008, se produce el cambio de denominación social por Asociación de las Televisiones Educativas y Culturales Iberoamericanas.
En agosto de 2017, en la ciudad de Medellín, Colombia, se presentó el Noticiero Científico y Cultural Iberoamericano, una exitosa iniciativa de la Asociación de Televisiones Educativas y Culturales Iberoamericanas (ATEI), que enriquece el espíritu de colaboración y hermandad entre los más de 120 socios que la integran, provenientes de 19 países. El NCC es distribuido en español, inglés, portugués e italiano, en más de 19 países de Iberoamérica, además de Italia, Estados Unidos y Canadá a través de sistemas de radiodifusión, canales de televisión abierta, transmisión directa satelital y plataformas digitales. El noticiero ha ido creciendo en contenidos y programas generados, y actualmente ofrece a los socios 2 piezas informativas por semana del NCC, otra de NCC Salud, otra de NCC Noticieros Locales, además de un reporte climático semanal y tres series televisivas: En Paralelo, 1,5º El Límite y Covid19, y La ciencia a prueba, con el principal objetivo de apoyar la divulgación de la ciencia, la tecnológica y la cultura en la región.
A partir de enero de 2019, tras la finalización del programa TEIb, la Asociación de Televisiones Educativas y Culturales Iberoamericanas vuelve a sus orígenes y a su misión principal de fomento, desarrollo y difusión de la cultura iberoamericana a través de diversas actividades y proyectos basados en la producción colaborativa de sus socios y traslada su sede a Valencia en julio de 2019, simplificando su estructura organizativa y poniendo el foco en dichos proyectos y actividades destinadas a su fin principal.

## Directorio de ATEI
El directorio de ATEI está presidida actualmente por Gabriel Torres, quien es el director de Canal 44 de Guadalajara, México. Se gobierna por un consejo directivo integrado democráticamente y de manera electa por la asamblea general de socios y de la previa convocatoria por los 16 consejeros, provenientes de toda Iberoamérica. 
Las decisiones de ATEI son ejecutadas por un Secretario General, quien es el español, Miquel Francés, quien es el director del Taller de Audiovisuales de la Universidad de Valencia. Su Vicepresidenta es Alexandra Falla, quien es la directora de la Fundación Patrimonio Fílmico Colombiano y Alberto Fabián Rodríguez de la Universidad Nacional de Mar del Plata, en Argentina.

## Socios
La red de socios ATEI está integrada actualmente por unas 75 instituciones entre las que se encuentran canales de televisión de servicio público (nacionales, regionales y locales), ministerios y organismos responsables de la educación y de cultura a nivel nacional, regional o local de cada país, universidades o instituciones de educación superior, fundaciones y centros de formación permanente y profesional.

### Socios actuales
| País                 | Canales / Universidades / Entidades |
| -------------------- | --- |
| Argentina            | Universidad Nacional de la Patagonia Austral - Universidad Nacional de Mar del Plata - Fundación Uocra - Universidad Nacional de Tres de Febrero - Sistema Federal de Medios y Contenidos Públicos - Canal Encuentro - Pakapaka - Universidad Nacional de Villa María - Universidad Nacional del Litoral - Universidad Nacional de Cuyo |
| Brasil               | Asociación Brasileña de Televisión Universitaria - TV Cultura - Canal Futura - Fundación Roberto Marinho |
| Chile                | Universidad Metropolitana de Ciencias de la Educación - Red de Televisión Universidades del Estado de Chile - Consejo Nacional De Televisión |
| Colombia             | Universidad Autónoma de Occidente - ZOOM TV - Universidad del Quindío - Teleantioquia - Universidad Nacional Abierta y a Distancia - Pontificia Universidad Javeriana - Universidad Distrital Francisco José de Caldas - Fundación Patrimonio Fílmico Colombiano - Telecaribe |
| Costa Rica           | Universidad Nacional de Costa Rica - SINART - Instituto Nacional de Aprendizaje - UNED - Universidad de Costa Rica |
| Cuba                 | Universidad Tecnológica de La Habana José Antonio Echeverría - Ministerio de Educación |
| Ecuador              | Universidad Técnica del Norte - Universidad Católica de Santiago de Guayaquil - Universidad Técnica Particular de Loja - Escuela Politécnica Nacional - Ecuador TV - Corporación Ecuatoriana de la Calidad Total - Ministerio de Educación |
| El Salvador          | Escuela Superior Franciscana Especializada - Canal 10 |
| España               | Universidad Nacional de Educación a Distancia - Ministerio de Educación, Cultura y Deporte - Canal Extremadura - Universidad Internacional de Andalucía - Universidad de Sevilla - Canal Sur Televisión - Universitat de València - Universidad Politécnica de Valencia - Universitat Jaume I - Universitat Autònoma de Barcelona - Universidad de Salamanca - Radiotelevisión del Principado de Asturias |
| Estados Unidos       | HITN |
| Guatemala            | TV Maya - Academia de Lenguas Mayas de Guatemala - Universidad de San Carlos de Guatemala |
| Honduras             | Suyapa TV - Universidad Nacional Autónoma de Honduras - Universidad de San Pedro Sula |
| México               | Universidad Juárez Autónoma de Tabasco - Radiotelevisión de Veracruz - Instituto Latinoamericano de la Comunicación Educativa - TV UNAM - Canal 22 - SEP Televisión Educativa - Canal del Congreso - Once TV - Instituto Politécnico Nacional - Sistema de Radio y Televisión Mexiquense - Sistema Michoacano de Radio y Televisión - Sistema Público de Radiodifusión del Estado Mexicano - Sistema Jalisciense de Radio y Televisión - Sistema Universitario de Radio, Televisión y Cinematografía - Universidad Autónoma de Aguascalientes - Comisión de Televisión Educativa de San Luis Potosí - Canal 9 - Universidad Autónoma de Tamaulipas - TV Tijuana |
| Nicaragua            | Instituto Nicaragüense de Telecomunicaciones y Correos - Canal 6 Nicaragüense |
| Panamá               | Universidad Tecnológica de Panamá - Universidad de Panamá - Sistema Estatal de Radio y Televisión |
| Perú                 | Ministerio de Relaciones Exteriores - Canal 33 - Pontificia Universidad Católica del Perú - Universidad Privada Antenor Orrego |
| Puerto Rico          | WIPR-TV |
| República Dominicana | Ministerio de Educación - CERTV - FUNGLODE - Instituto Tecnológico de Santo Domingo |
| Uruguay              | TV Ciudad |
| Venezuela            | Vale TV - Ministerio del Poder Popular para la Educación |

### Socios anteriores
| País      | Canales / Universidades / Entidades                                    |
| --------- | ---------------------------------------------------------------------- |
| Argentina | Ministerio de Ciencia, Tecnología e Innovación - Ministerio de Cultura |
| Colombia  | Telepacífico                                                           |

## Secretarios generales de la ATEI
- 1992–1994: Norberto Gallego Parajuá
- 1994–1999: Marcelo Díaz Alessi
- 1999–2006: Gerardo Ojeda Castañeda
- 2007–2017: Alberto García Ferrer
- 2017–presente: Miquel Francés i Domènec